# Xian de Neihuang
Le xian de Neihuang (内黄县 ; pinyin : Nèihuáng Xiàn) est un district administratif de la province du Henan en Chine. Il est placé sous la juridiction de la ville-préfecture d'Anyang.

## Histoire
Jadis dans ce district, il y eut une ville nommée Xiang (相), qui fut la capitale de la Chine sous le règne du roi Shang He Dan Jia (河亶甲) et du roi Shang Zu Yi (祖乙).

## Démographie
La population du district était de 682 005 habitants en 1999.